# Colchicum cupanii
Colchicum cupanii är en tidlöseväxtart som beskrevs av Giovanni Gussone. Colchicum cupanii ingår i släktet tidlösor, och familjen tidlöseväxter.

## Underarter
Arten delas in i följande underarter:
- C. c. cupanii
- C. c. glossophyllum

## Bildgalleri

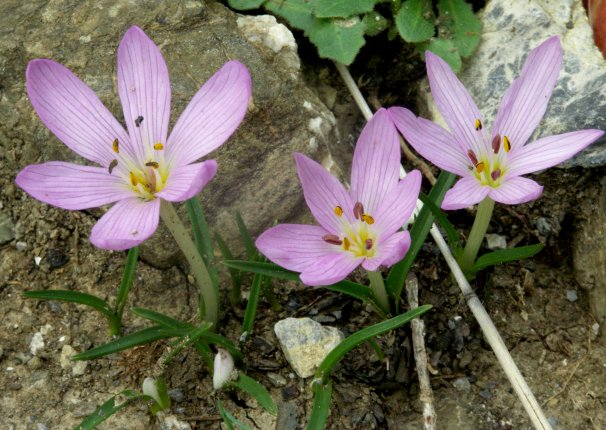